# Die Memoiren einer Überlebenden
Die Memoiren einer Überlebenden ist ein dystopischer Roman der englischen Nobelpreisträgerin Doris Lessing. 
Das Buch erschien erstmals im Jahre 1974 bei Octagon unter dem Titel The Memoirs of a Survivor, die deutsche Übersetzung (Rudolf Hermstein) folgte 1979. Es wurde im Jahr 1981 als Memoirs of a Survivor mit Julie Christie und Nigel Hawthorne in den Hauptrollen unter der Regie von David Gladwell verfilmt.

## Handlung
Die Geschichte spielt in einer nahen Zukunft, in der das gesellschaftliche Leben durch eine nicht näher bezeichnete Katastrophe zusammengebrochen ist. Familien haben sich aufgelöst und Überlebende haben sich zu losen Gruppen zusammengeschlossen, um die Befriedigung grundlegender Bedürfnisse sicherstellen zu können.
Die Erzählerin, eine allein lebende ältere Dame, deren Namen der Leser nicht erfährt, ist gleichzeitig die Hauptfigur des Romans. Sie nimmt Emily Cartwright bei sich auf, ein Mädchen im Teenager-Alter. Emily ist durch traumatische Erfahrungen belastet, nach deren Entstehung die Erzählerin aber nicht weiter fragt.
Begleitet wird Emily von Hugo, einer seltsamen Mischung aus Katze und Hund. Wegen der allgemeinen Lebensmittelknappheit ist das Tier ständig in Gefahr, gejagt und getötet zu werden. Emily schließt sich einer der in der Stadt herumstreifenden Jugendbanden an und verliebt sich in deren Anführer, Gerald.
In der Wohnung der Erzählerin gibt es eine Wand mit einer Tapete, durch die sie meditierend Raum und Zeit überwinden und mental in andere Welten gelangen kann. Immer häufiger macht sie von dieser Möglichkeit Gebrauch und erfährt in vielen Visionen von Emilys trauriger Kindheit unter der Aufsicht einer strengen Mutter und eines Vaters, der sich wenig um die Familie kümmert.
Am Ende des Romans überwinden die Protagonisten – nun selbst eine merkwürdige, durch die Umstände zusammengefügte Familie – die räumlichen und zeitlichen Barrieren der Wand und begeben sich auf den Weg in eine bessere Welt.